# Савинка (Волгоградская область)
Са́винка — село в Палласовском районе Волгоградской области, административный центр Савинского сельского поселения.
Село находится вблизи российско-казахстанской границы. Расположено на реке Торгун. До 1978 года левобережная часть села являлась самостоятельным населённым пунктом — селом Бурсы.

## История
Основано в середине XIX века (предположительно — в 1839 году), вольными крестьянами — переселенцами из села Савинцы Изюмского уезда Харьковской губернии (сейчас — поселок городского типа Савинцы, Балаклейский район Харьковской области, Украина).
До революции население села составляло, по разным данным, 10-15 тыс. человек. Ещё в конце 1910-х годов в селе проходили крупные ярмарки. Здесь работали несколько мельниц (четырёхэтажное здание последней из них разрушено в конце 1990-х годов), маслобойни, в селе была церковь и школа. «В 12 верстах от станции Палласовка — большое торговое село Савинка, с населением около 6 000 человек. Здесь бывают две значительные ярмарки: с 1 по 15 июня и с 1 по 15 ноября, на которых главным предметом сбыта служит скот», — писал неизвестный путешественник конца XIX века, — «В Савинке дешёвое кумысолечение. Приготовляется кумыс киргизами, а кумысники обыкновенно селятся в крестьянских избах или киргизских кибитках».
Согласно Списку населённых мест Самарской губернии 1910 года население села было смешанным, в селе проживали бывшие государственные крестьяне и колонисты, православные и лютеране, всего 2930 мужчин и 2965 женщин. В селе имелись церковь, лютеранский молитвенный дом, 2 земские и 1 церковно-приходская школа, почтовое отделение, ссудо-сберегательное товарищество, 13 ветряных мельниц, работали врач, фельдшер и акушерка, проводились 2 ярмарки.
В годы Гражданской войны большая часть мужского населения добровольно вошла в состав дивизии Чапаева, которая с боями проходила в этих местах.
После голода, раскулачивания, потерь в Великой Отечественной войне, население сократилось до 3 тыс. человек.
За последнее десятилетие XX века в этническом составе села постепенно начинают доминировать переселенцы из Казахстана.
В начале XXI века в селе произошло снижением рабочих мест в сельскохозяйственном секторе, которое привело к переезду значительной части молодёжи в город что в свою очередь привело к изменения в демографии села с преобладанием жителей пенсионного возраста.

## Население
| 1897 | 1910 | 1926 | 1987  |
| ---- | ---- | ---- | ----- |
| 4422 | 5895 | 5926 | ≈2900 |

| 2002 | 2010  | 2021  |
| ---- | ----- | ----- |
| 3441 | ↘3428 | ↘3090 |

## Известные жители
- Губарев, Григорий Миронович (1925—1998) — Герой Советского Союза.
- Мамбетов Азербайжан Мадиевич — советский, казахский режиссёр театра и кино, педагог. Народный артист СССР (1976). Народный герой Казахстана (2000). Лауреат Государственной премии СССР (1974).